# Dragan Velikić

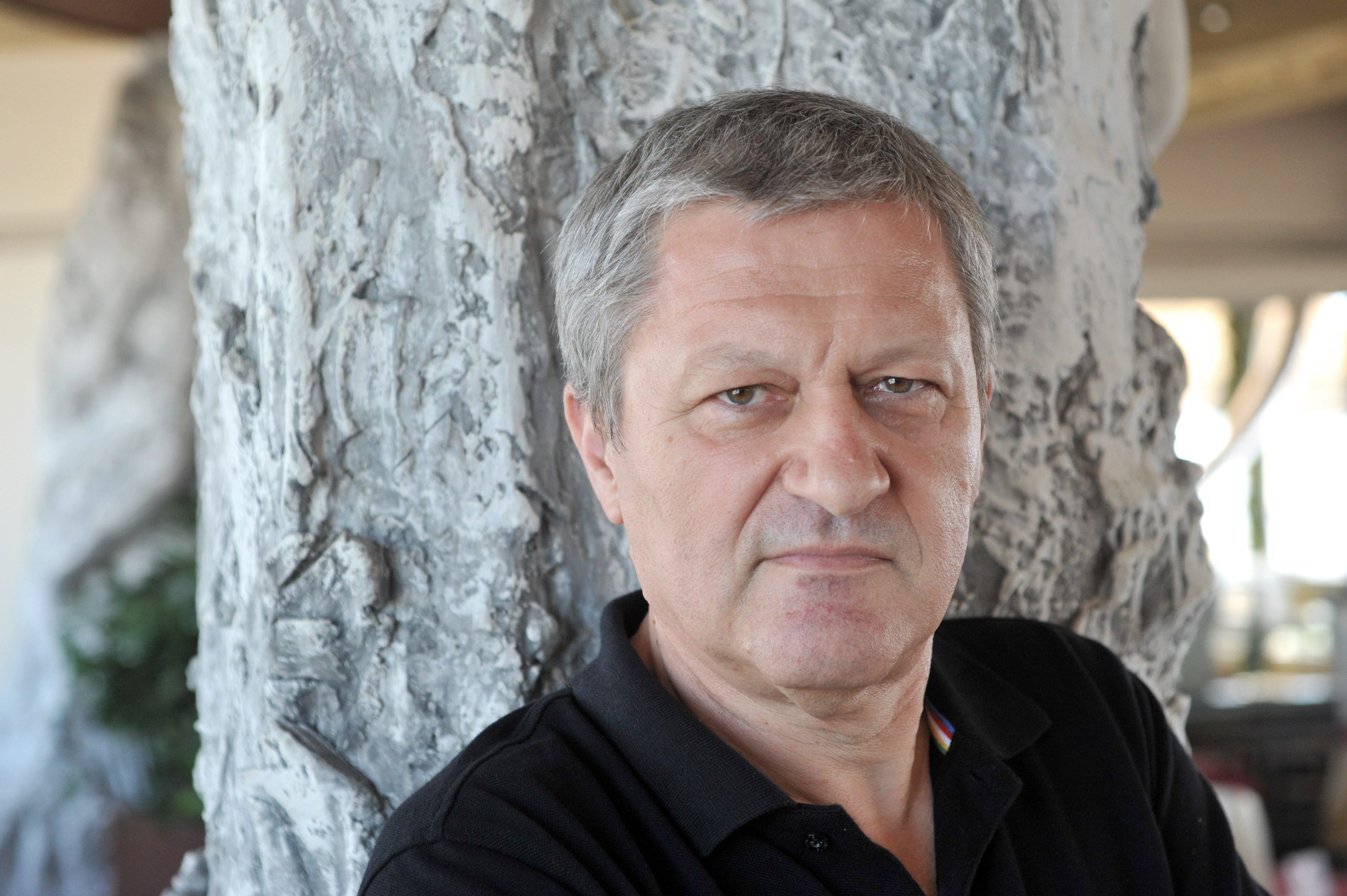
Dragan Velikic (2018)

Dragan Velikić (serbisch-kyrillisch Драган Великић; * 1953 in Belgrad, Sozialistische Föderative Republik Jugoslawien) ist ein serbischer Romancier, Essayist, Journalist, ehemaliger Botschafter Serbiens in Österreich und einer der international bekanntesten zeitgenössischen Autoren aus dem Balkan.

## Leben und Werk
Velikić wuchs in Pula, einer Stadt auf der kroatischen Halbinsel Istrien, auf. Er studierte Literaturwissenschaften an der Universität Belgrad. Anfang der neunziger Jahre war er Mitarbeiter mehrerer Wochenzeitschriften, auch einer regimekritischen Wochenzeitschrift. Von 1996 bis 1999 war er Cheflektor des Verlags 'B92' in Belgrad und damit auch Chefredakteur des bekannten gleichnamigen Radiosenders. Bis auf die Zeit seiner vorübergehenden Emigration während des Kosovokrieges 1999 nach Wien , Budapest und Berlin war er einer der wichtigsten und mutigsten kritischen Literaten der Milošević-Zeit. Velikić verweigerte sich jedweder Form von Nationalismus und Chauvinismus.
Er veröffentlicht Erzählbände, Essays und Romane. Seine Bücher wurden in zahlreichen Sprachen übersetzt und weltweit veröffentlicht. Er publiziert in vielen europäischen Zeitschriften, u. a. in Die Weltwoche, Frankfurter Allgemeine Zeitung, Die Zeit und Lettre International.
Velikić war von 2005 bis 2009 Botschafter Serbiens in Österreich.
In seinen Romanen und Erzählungen geht es um Menschen, die entwurzelt ihren Platz im Leben suchen. Der Emigrant und Flüchtling ist dabei für Velikić die wichtigste Figur des 20. und 21. Jahrhunderts. Er verknüpft Einzelschicksale mit der europäischen Geschichte. Er widmet sich der Suche nach der Identität über Länder- und Sprachgrenzen und über Generationen hinweg.
Dragan Velikić ist Unterzeichner der 2017 veröffentlichten Deklaration zur gemeinsamen Sprache der Kroaten, Serben, Bosniaken und Montenegriner.
Wiederholt hat Velikić sich in aktuelle politische Debatten eingemischt. Er kritisierte die aktuelle innenpolitische Repression in Serbien unter die regierende Serbische Fortschrittspartei. Trotz seiner oppositionellen Haltung gegenüber dem diktatorischen System unter Präsident Aleksandar Vučić in Serbien – sein Telefon wird abgehört, öffentliche Auftritte werden untersagt – lebte er weiterhin in Belgrad.

## Ehrungen und Auszeichnungen
- 2007 NIN-Literaturpreis für den besten serbischsprachigen Roman für Das russische Fenster
- 2008 Mitteleuropa-Preis des IDM-Instituts[5]
- 2015 NIN-Literaturpreis für den besten serbischsprachigen Roman für Jeder muss doch irgendwo sein.
- Jugoslawischer Milos-Crnjanski-Literaturpreis 1988
- Budapest-Literaturpreis 2013
- Schweizerische Landis und Gyr Stiftung 2015
- Europäischer Literaturpreis Vilenica 2019[6], Slowenien

## Werke in deutscher Übersetzung
- Dante-Platz. Roman. Übersetzung Bärbel Schulte. Klagenfurt : Wieser, 1999
- Via Pula. Roman. Übersetzung Astrid Philippsen. Klagenfurt : Wieser, 1991
- Das Astragan-Fell. Roman. Übersetzung Astrid Philippsen. Klagenfurt : Wieser, 1992
- Der Fall Bremen. Roman. Übersetzung Bärbel Schulte. Berlin : Ullstein, 2002
- Lichter der Berührung. Roman. Übersetzung Bärbel Schulte. Berlin : Ullstein, 2005
- Dossier Domaszewski. Roman. Übersetzung Bärbel Schulte. Hamburg : Marebuchverl., 2004
- Der Zeichner des Meridian. Roman. Übersetzung Bärbel Schulte. Klagenfurt : Wieser, 1994
- Die Stimme aus der Erdspalte – Essays
- Das russische Fenster. Roman. Übersetzung Bärbel Schulte. München : Dt. Taschenbuch-Verl., 2008
- Montevideo. Theaterstück. Übersetzung Mascha Dabić. Unveröff.; Uraufführung 24. November 2012 Kulturbahnhof Andelsbuch durch teatro caprile
- Bonavia : Roman. Übersetzung Brigitte Döbert. München : Hanser Berlin, 2014
- Jeder muss doch irgendwo sein. Roman. Übersetzung Mascha Dabić. München : Hanser Berlin, 2017

In fast allen deutschsprachigen Auswahlbänden zum Balkan findet man Essays und Erzählungen von Dragan Velikić, u. a.:
- Wohin und zurück. In: Freimut Duve, Nenad Popovic: Verteidigung der Zukunft Suche im verminten Gelände. Wien, Bozen 1999.
- Den anderen zulassen. In: Richard Swartz: Der andere nebenan. Eine Anthologie aus dem Südosten Europas. Frankfurt am Main 2007.
- Serbien: „Vorher“ und „Nachher“ – Intellektuelle unter Milošević. In: Jens Becker, Achim Engelberg (Hrsg.): Serbien nach den Kriegen. Frankfurt am Main, 2008.